# 조찬형
조찬형(趙贊衡, 1938년 7월 25일 ~ 2025년 4월 16일)은 대한민국의 정치인이다. 제13·15대 국회의원을 지냈다. 전라북도 남원 출생이며 호(號)는 남사(南沙)이다.

## 학력
- 남원용성초등학교 졸업(1951년)
- 남원중학교 졸업(1954년)
- 전주고등학교 졸업(1957년)
- 서울대학교 법학과 학사(1961년)
- 육군보병학교 졸업(1962년)
- 국방대학교 행정학사 11기(1966년)
- 연세대학교 행정대학원 행정학 석사(1973년)

## 경력
- 제13회 고등고시 사법합격
- 수도사령부 검찰관
- 대구 충주 인천 의정부 부산 서울지검 검사
- 광주지검 부장검사
- 대구지검 부장검사
- 변호사 개업
- 민주당 남원시군 지구당위원장
- 아태 평화재단 이사
- 국회 법사위원회 간사
- 새천년민주당 창당 정강 기초위원장, 총재특보
- 열린우리당 특임위원(2006년)

## 역대 선거 결과
|  | 60.86% |

|  | 33.23% |

|  | 62.67% |

|  | 42.78% |